# Beverley Owen
Beverley Owen  (* 13. Mai 1937 in Ottumwa, Iowa, als Beverley Ogg; † 21. Februar 2019 in Londonderry, Vermont) war eine US-amerikanische Schauspielerin.
Owen war von 1961 bis 1972 als Film- und Fernsehschauspielerin tätig. Ihre wohl bekannteste Rolle spielte sie bis Dezember 1964 als Marilyn Munster in der Fernsehserie The Munsters. Sie mochte die Rolle nicht sonderlich, sah sich jedoch vertraglich zur Mitwirkung gezwungen. Direkt nach ihrer Heirat verließ Owen nach nur 13 Folgen die Serie und wurde in der Rolle der Marilyn durch Pat Priest ersetzt. Ebenfalls 1964 war sie in dem Western Die letzte Kugel trifft zu sehen, was ihr einziger Kinofilm blieb. 
Owen war von 1964 bis 1974 mit dem Autor und Regisseur Jon Stone verheiratet, aus dieser Verbindung stammen zwei Töchter. Sie starb 2019 im Alter von 81 Jahren an einer Krebserkrankung.

## Filmografie
- 1961–1964: Jung und Leidenschaftlich – Wie das Leben so spielt (As the World Turns, Fernseh-Seifenoper, unbekannte Folgenzahl)
- 1963: The Doctors (Fernsehserie, eine Folge)
- 1963: Kraft Mystery Theater (Fernsehserie, eine Folge)
- 1963: Wagon Train (Fernsehserie, eine Folge)
- 1964: Die Leute von der Shiloh Ranch (The Virginian, Fernsehserie, eine Folge)
- 1964: Die letzte Kugel trifft (Bullet for a Badman)
- 1964: The Munsters (Fernsehserie, 13 Folgen und Pilotfolge)
- 1971–1972: Another World (Fernsehserie, vier Folgen)